# Дреготешть (Долж)
Дреготешть, Дреготешті (рум. Drăgotești) — село у повіті Долж в Румунії. Входить до складу комуни Дреготешть.
Село розташоване на відстані 160 км на захід від Бухареста, 24 км на схід від Крайови.

## Населення
За даними перепису населення 2002 року у селі проживали 575 осіб, усі — румуни. Усі жителі села рідною мовою назвали румунську.